# Sawbridgeworth

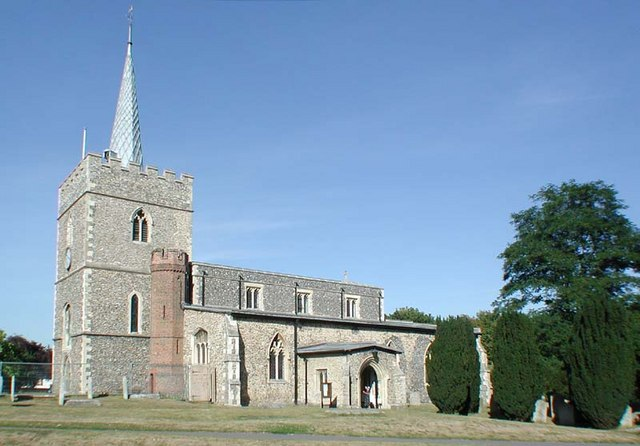
St Mary the Great.

Sawbridgeworth est une ville et une paroisse civile du Hertfordshire, en Angleterre. Elle est située dans l'est du comté, sur la Stort (en), à une vingtaine de kilomètres à l'est de la ville de Hertford. Administrativement, elle relève du district de l'East Hertfordshire. Au recensement de 2021, elle comptait 10 349 habitants.

## Personnalités
- Thomas Rivers (1797-1878), horticulteur